# Preocupação

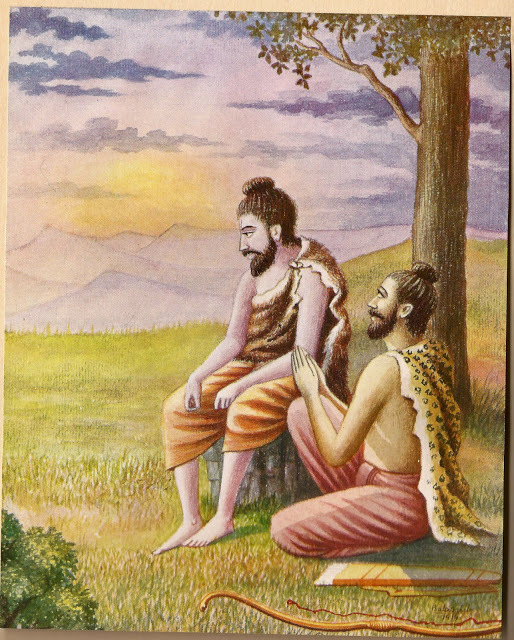
Uma representação de Rama no Ramáiana. Preocupado com sua esposa Sita, ele é consolado por seu irmão Lakshmana.

A preocupação refere-se aos pensamentos, imagens, emoções e ações de natureza negativa de forma repetitiva e incontrolável que resultam de uma análise proativa de risco cognitivo feita para evitar ou resolver ameaças potenciais antecipadas e suas potenciais consequências.

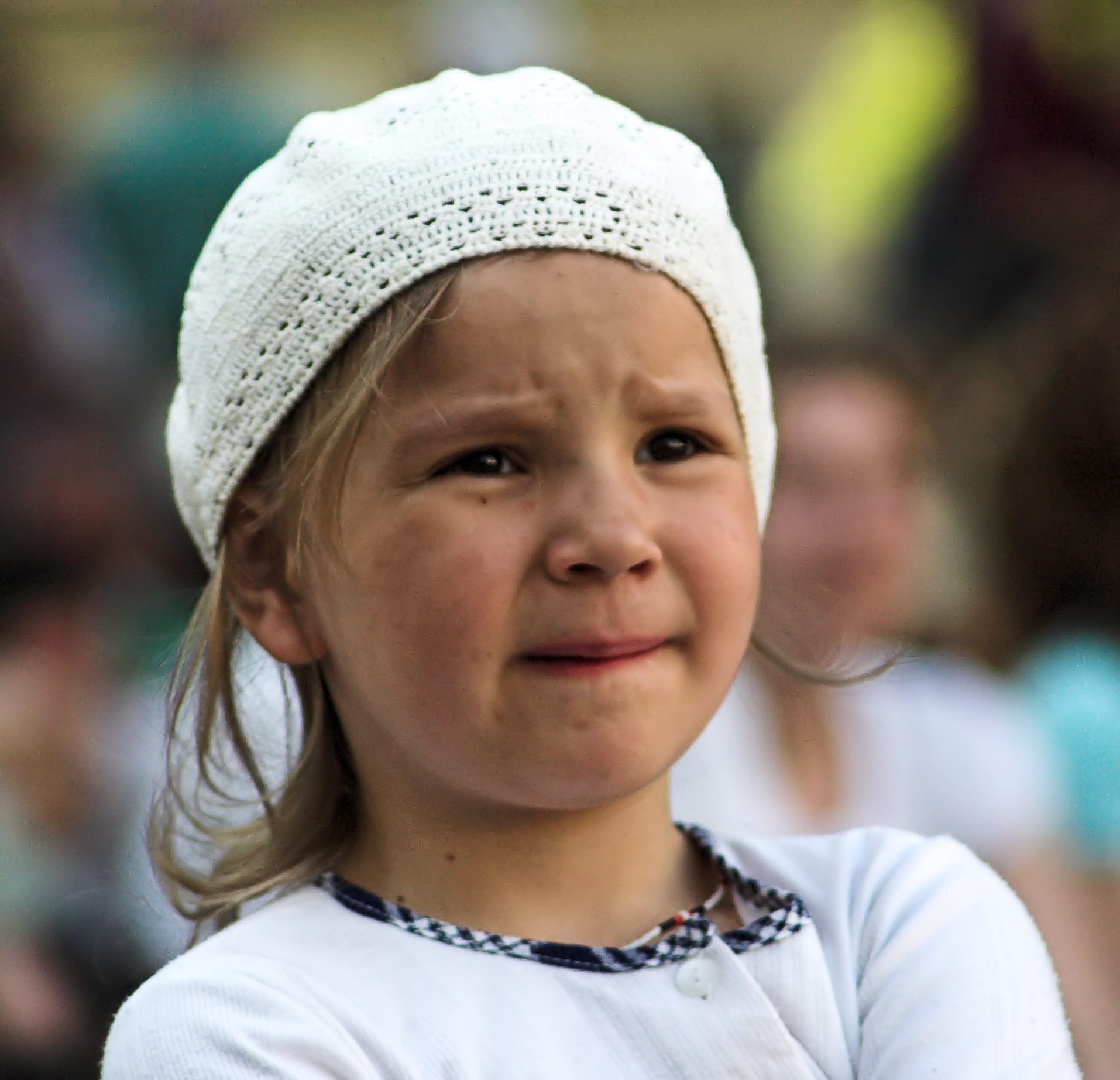
Uma jovem parecendo preocupada

Psicologicamente, a preocupação faz parte da Cognição Perseverativa (um termo coletivo para o pensamento contínuo sobre eventos negativos no passado ou no futuro). Como uma emoção "preocupação" é experimentada por ansiedade ou preocupação com um problema real ou imaginário, muitas vezes questões pessoais, como saúde ou finanças, ou questões externas mais amplas, como poluição ambiental, estrutura social ou mudança tecnológica. É uma resposta natural a problemas futuros previstos. A preocupação excessiva é uma característica diagnóstica primária do transtorno de ansiedade generalizada. A maioria das pessoas experimenta períodos de preocupação de curta duração em suas vidas sem incidentes; de fato, uma quantidade leve de preocupação tem efeitos positivos, se levar as pessoas a tomar precauções (por exemplo, apertar o cinto de segurança ou comprar um seguro) ou evitar comportamentos de risco (por exemplo, irritar animais perigosos ou beber em excesso), mas com pessoas excessivamente preocupadas superestimam perigos futuros em suas avaliações e em suas extremidades tendem a ampliar a situação como um beco sem saída que resulta em estresse. A superestimação acontece porque os recursos analíticos são uma combinação de lócus de controle externo, experiência pessoal e falácias de crença. Indivíduos cronicamente preocupados também são mais propensos a não ter confiança em sua capacidade de resolver problemas, percebem problemas como ameaças, ficam facilmente frustrados ao lidar com um problema e são pessimistas sobre o resultado dos esforços de resolução de problemas.

## Teorias

### Modelo de prevenção
O modelo de evitação da preocupação (AMW) teoriza que a preocupação é uma atividade linguística verbal, baseada no pensamento, que surge como uma tentativa de inibir imagens mentais vívidas e ativação somática e emocional associada. Essa inibição impede o processamento emocional do medo que é teoricamente necessário para a habituação e extinção bem-sucedidas dos estímulos temidos. A preocupação é reforçada como uma técnica de enfrentamento devido ao fato de que a maioria das preocupações nunca ocorrem, deixando o preocupado com a sensação de ter controlado com sucesso a situação temida, sem as sensações desagradáveis associadas à exposição.

### Modelo cognitivo
Esse modelo explica que a preocupação patológica é uma interação entre processos involuntários (de baixo para cima), como vieses habituais na atenção e interpretação que favorecem o conteúdo da ameaça, e processos voluntários (de cima para baixo), como o controle da atenção. Os vieses de processamento emocional influenciam a probabilidade de representações de ameaças na consciência como pensamentos negativos ou positivos. Em um nível pré-consciente, esses processos influenciam a competição entre as representações mentais em que algumas correspondem ao poder assertivo da preocupação com processo cognitivo prejudicado e outras ao poder preventivo da preocupação com controle atencional ou vigilância exaustiva. Os vieses determinam o grau ameaçador e a natureza do conteúdo da preocupação que o preocupado tenta resolver a ameaça percebida e o redirecionamento das antecipações, respostas e enfrentamento em tais situações.
Há alguns que respondem a representações mentais em um estado incerto ou ambíguo em relação ao evento estressante ou perturbador. Nesse estado, o preocupado é mantido em um estado perpétuo de preocupação. Isso ocorre porque a disponibilidade de um número esmagador (talvez 2 ou 3, dependendo do indivíduo propenso à preocupação) de possibilidades de resultados que podem ser gerados, coloca o preocupado em uma crise ameaçadora e eles focam seu controle atencional voluntariamente nos possíveis resultados negativos, enquanto outros se engajam de maneira construtiva na solução de problemas e em uma abordagem benigna, em vez de se engajar com antecipação elevada no possível resultado negativo.

## Perspectivas filosóficas
Pensadores gregos como o filósofo estóico Epiteto e Sêneca desaconselharam a preocupação. Albert Ellis, o criador da terapia racional emotiva comportamental, foi inspirado pelas ideias terapêuticas dos estóicos.

## Perspectivas religiosas

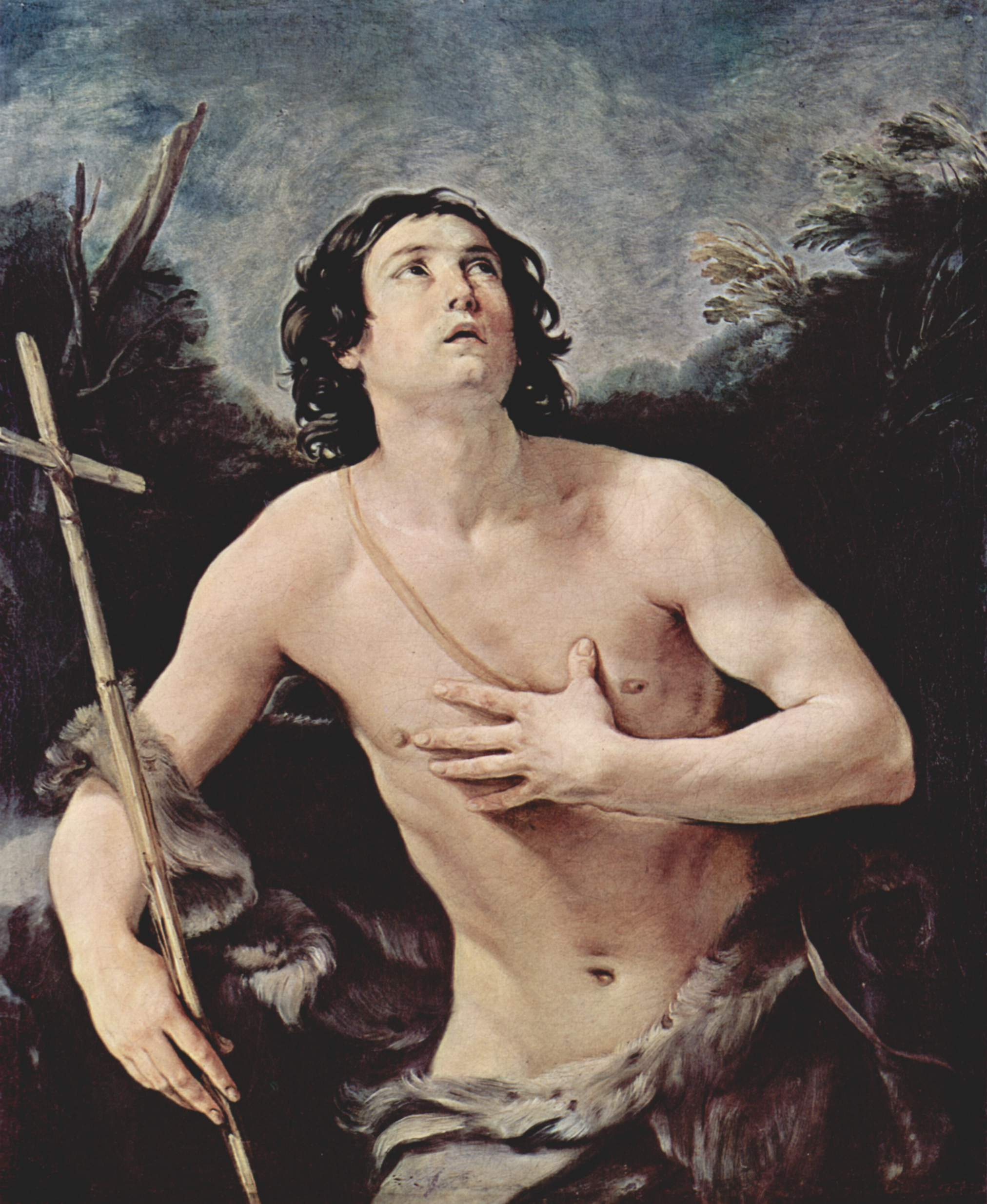
A pintura do século XVII de Guido Reni de João Batista retrata angústia e preocupação

A palavra bíblica usada em hebraico para preocupação (em hebraico:  דָּאַג, daag) considera a preocupação como uma forma combinada de medo e tristeza que afeta nephesh, a totalidade do nosso ser. A Bíblia tem uma abordagem de fortalecimento da fortaleza em relação à preocupação, por exemplo, o Salmo 94:
Na multidão de minhas ansiedades dentro de mim, seus confortos alegram minha alma.
No Novo Testamento, o Evangelho de Mateus encoraja:
E algum de vocês, preocupado, pode acrescentar uma única hora ao seu tempo de vida? ... Portanto, não se preocupe com o amanhã, pois o amanhã trará suas próprias preocupações. O problema de hoje é suficiente por hoje.
A palavra grega usada para preocupação em Mateus é merimnaō, que significa estar ansioso, ou estar preocupado com preocupações.
São Paulo escreve para a igreja de Filipos: "Não há necessidade de se preocupar" e nas epístolas pastorais, 2 Timóteo 1:7 encoraja::
Pois Deus não nos deu um espírito de covardia, mas sim um espírito de poder e de amor e de autodisciplina.
Da mesma forma, Tiago 1:2-4 motiva a enfrentar provações de qualquer tipo com alegria, porque elas produzem perseverança (força e coragem). Além disso, São Pedro revela sua compreensão da vida saudável em 2 Pedro 1:3,5–7:
Temos uma esperança segura... isso é motivo de grande alegria para nós.
Um falecido professor espiritual indiano Meher Baba afirmou que a preocupação é causada por desejos e pode ser superada através do desapego:
A preocupação é o produto da imaginação febril trabalhando sob o estímulo dos desejos ... é uma resultante necessária do apego ao passado ou ao futuro antecipado, e sempre persiste de uma forma ou de outra até que a mente esteja completamente separada de tudo.

## Gestão
O sistema de preocupação é ativado a partir da exposição a um potencial evento desencadeante, experiência traumática ou vulnerabilidade, isso traz pensamentos e sentimentos preocupantes que provocam reações de estresse físico e resposta para evitar comportamentos preocupantes, para garantir alostase. Mas sob a crise esta atividade retroalimenta os primeiros pensamentos e sentimentos preocupantes que geram e fortalecem o círculo vicioso da preocupação. Relaxamento, avaliação de risco, exposição à preocupação e prevenção de comportamento têm se mostrado eficazes em conter a preocupação excessiva, uma característica principal do transtorno de ansiedade generalizada. As técnicas cognitivo-comportamentais não se ramificaram o suficiente para abordar o problema de forma holística, mas a terapia pode controlar ou diminuir a preocupação.